# Steve Bisley
Steve Bisley est un acteur australien, né le 26 décembre 1951 à Lake Munmorah en Nouvelle-Galles du Sud. On l'a remarqué dans le rôle du coéquipier et ami de Mad Max (1979) et dans Brigade des mers, série télévisée connue en Océanie et diffusée en France sur France Télévisions.
Il a également joué dans de nombreuses séries télévisées australiennes, dont Sydney Police, G.P., Sea Patrol et Doctor Doctor.

## Biographie
Il joue le role de Jim Goose dans Mad Max.

## Filmographie

### Cinéma
- 1977 : Summer City de  Christopher Fraser : Boo
- 1978 : Newsfront de Phillip Noyce : The Iceman
- 1979 : Mad Max de George Miller : Jim Goose
- 1979 : The Last of the Knucklemen de Tim Burstall : Mad Dog
- 1980 : Réaction en chaîne (The Chain Reaction) de Ian Barry : Larry
- 1982 : The Highest Honor de Peter Maxwell et Seiji Maruyama : A.B. W.G. Falls
- 1982 : Squizzy Taylor de Kevin James Dobson : 'Snowy' Cutmore
- 1983 : The Winds of Jarrah de Mark Egerton
- 1984 : Fast Talking de Ken Cameron : Redback
- 1984 : Silver City de Sophia Turkiewicz : Victor
- 1990 : The Big Steal de Nadia Tass : Gordon Farkas
- 1992 : Over the Hill de George Miller : Benedict
- 1995 : Sanctuary de Robin De Crespigny : Robert 'Bob' King
- 1999 : In the Red de Glenn Ruehland : Sparky
- 2007 : Shotgun! (An Opening Sequence) (court métrage) d'Alistair Marks : Tommy
- 2008 : The View from Greenhaven de Kenn MacRae et Simon MacRae  : Lach
- 2008 : Subdivision de Sue Brooks : Harry
- 2010 : Red Hill de  Patrick Hughes : Old Bill
- 2010 : I Love You Too de Daina Reid : Bill
- 2010 : The Wedding Party d'Amanda Jane : Roger
- 2013 : Gatsby le Magnifique (The Great Gatsby) de Baz Luhrmann : Dan Cody
- 2017 : Boar de Chris Sun : Bob

### Télévision

#### Séries télévisées
- 1978 : Cop Shop : Rod Conway / Bob Campbell
- 1980 : Spring & Fall (épisode Close Comfort) : Ray
- 1980 : The Last Outlaw (mini-série) de George Miller : Joe Byrne
- 1981 : The Patchwork Hero : Barney Jamieson
- 1981 : A Town Like Alice : Tim Whelan
- 1982 : Jonah : Cook
- 1984 : À cœur ouvert (A Country Practice) : Jim Dawson
- 1984 : Boy in the Bush : Esau
- 1984 : Special Squad (épisode Early Birds)
- 1985 : The Flying Doctors (mini-série) : Andy McGregor
- 1986 : Studio 86 (épisode Many Are Called) : Peter Faulkner
- 1986 : Call Me Mister : Jack Bartholomew
- 1988 : Emma: Queen of the South Seas (mini-série) : Captain Tom Farrell
- 1990 : E.A.R.T.H. Force (épisode Not in My Back Yard) : Wooster
- 1991 : Boys from the Bush (épisode Going Walkabout) : Bill
- 1991 : Eggshells : Lester
- 1992-1995 : Sydney Police (Police Rescue) (29 épisodes)
- 1993 : Seven Deadly Sin (mini-série) (épisode Sloth)
- 1994 : Escape from Jupiter (mini-série) : Duffy
- 1995-1996 : Halifax f.p. (épisodes The Feeding et Sweet Dreams) : Jonah Cole
- 1995-1996 : G.P. : Dr. Henry King (52 épisodes)
- 1997 : Frontline : Graeme Prowse (13 épisodes)
- 1998-2001 : Brigade des mers (Water Rats) : Détective Jack Christey (97 épisodes)
- 2004 : Stingers (épisode The Contract) : Donald Wylie
- 2006 : Two Twisted (épisode Finding Frank) : Frank
- 2007-2009 : Sea Patrol : CMDR Steve Marshall (25 épisodes)
- 2008-2009 : East of Everything : Terry Adams (11 épisodes)
- 2010 : Lowdown (épisode Cooper Scooper) : Jack Cooper
- 2013 : Redfern Now (épisode Consequences) : Richard
- 2014 : Plonk (épisode Orange) : Ian Tyler
- 2016 : Brock (mini-série) : Harry Firth
- 2016-2018 : Doctor Doctor : Jim Knight (21 épisodes)

#### Téléfilms
- 1979 : Taxi de Russell Hagg : Terry Dean
- 1982 : The Little Feller de Colin Eggleston : Frank Blair
- 1986 : Two Friends de Jane Campion : Kevin
- 1987 : Hard Knuckle de Lex Marinos : Harry
- 1988 : The Clean Machine de Ken Cameron
- 2003 : The Man from Snowy River: Arena Spectacular de David Atkins et Ignatius Jones : Banjo Paterson
- 2004 : The Brush-Off de Sam Neill : Eastlake
- 2004 : Big Reef de Steve Jodrell : Reilly
- 2005 : Hell Has Harbour Views{' de Peter Duncan : Bruce Kent
- 2007 : The King de Matthew Saville : Harry M. Miller
- 2012 : Jack Irish: Bad Debts de Jeffrey Walker : Kevin Pixley